# Antoon Faydherbe
Antoon Faydherbe (-1653) was een Vlaams beeldhouwer werkzaam in het Sint-Lucasgilde. 
Vijf leden van de familie Faydherbe waren als beeldsnijder werkzaam in het Sint-Lucasgilde van Mechelen: Hendrik Faydherbe (1574-1629), zijn zus Maria Faydherbe (1587-1643), hun jongere broer Antoon Faydherbe, Lucas Faydherbe (1617-1697), de zoon van Hendrik en zijn stiefvader hertrouwd met de weduwe van Hendrik- Maximiliaan Labbe (1590?-1675). 
Antoon Faydherbe kreeg zijn opleiding als beeldsnijder in het atelier van Filip Kerael, waar hij in 1598 werd ingeschreven. Hij werd meester van de Mechelse Sint-Lucasgilde op 11 juli 1605 en betaalde 20 gulden inkomgeld. Hij huwde het jaar daarop in de Sint-Romboutskerk met Charlotte Van Casteele, met wie hij zes dochters zou krijgen.
Hij werd geroemd als een belangrijk meester die zelfs aan de Spaanse koning werk ging leveren. Antoon Faydherbe werkte regelmatig samen met zijn broer Hendrik. Hij nam een vijftiental leerlingen aan, onder wie François Verstraete, die later ook op het atelier van Lucas Faydherbe verder werkte. In 1620-'21 en in 1628-'29 werd hij tot deken van de Sint-Lucasgilde verkozen. Vooral in de jaren twintig en dertig was hij actief. Opmerkelijk zijn o.a. een stenen beeld van O.-L.-Vrouw (1622) te plaatsen boven de lijkdeur van de hoofdkerk van Dendermonde en beeldjes van O.-L.-Vrouw van Scherpenheuvel, vervaardigd uit de eik van Scherpenheuvel waarin het wonderdadige beeldje werd gevonden. 

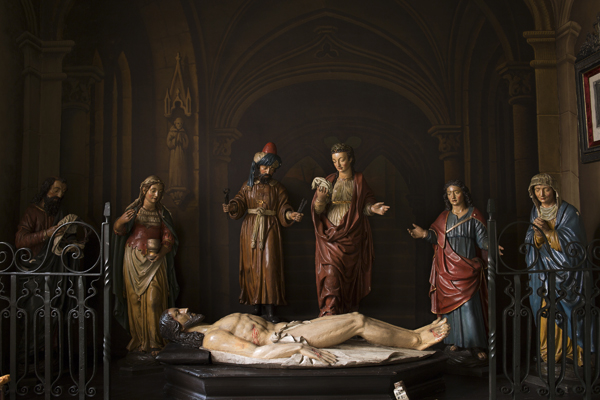
Bewening van Christus (Dendermonde)
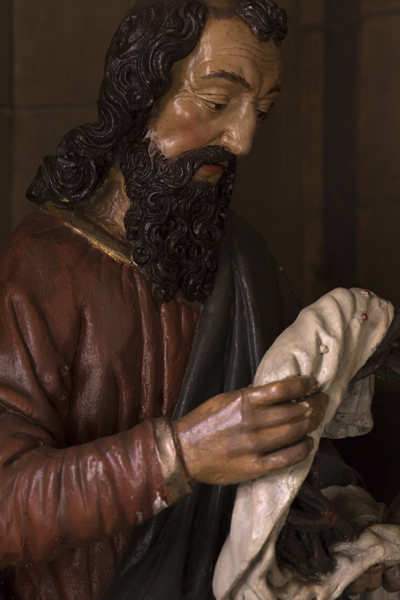
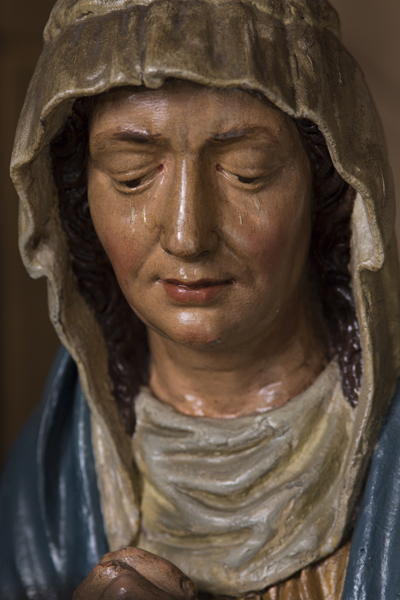
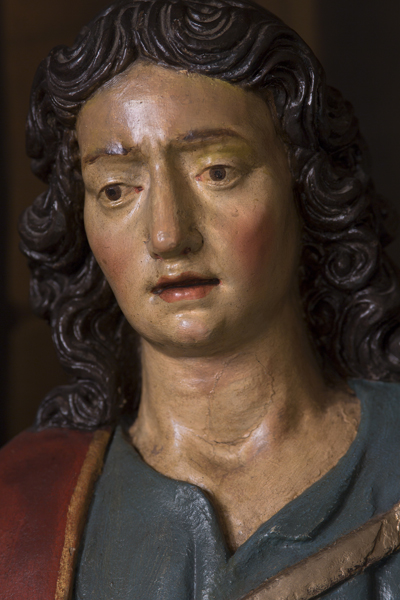
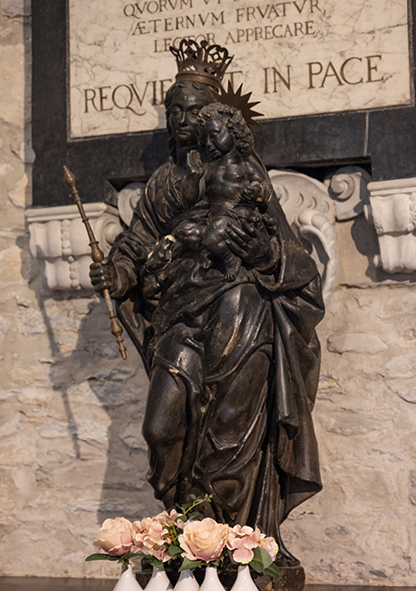
Onze-Lieve-Vrouwbeeld door Antoon Faydherbe in de Dendermondse dekenale Onze-Lieve-Vrouwekerk (1622). Stond tot in 1948 in de nis boven het westportaal waar nu het Onze-Lieve-Vrouwbeeld van Dendermondenaar Jos De Decker staat.

## Over Antoon Faydherbe, zie onder meer
- E. Neeffs, Sculpteurs malinois du XVIIe siècle. Les Faydherbe, in ,,Messager des Sciences Historiques'', Gent, 1875, p. 164-210.
- E. Neeffs, Histoire de la peinture et de la sculpture à Malines, I-II, Gent, 1876.
- H. Coninckx, Le livre des apprentis de la corporation des Peintres et des Schulpteurs à Malines, Koninklijke Kring voor Oudheidkunde, Letteren en Kunst te Mechelen, XIII, 1903, p. 143-176.
- Lucas Faydherbe 1617-1697. Mechels beeldhouwer & architect, publicatie bij de tentoonstelling Faydherbe '97 (Mechelen, 13 sept.-16 nov. 1997), Openbaar Kunstbezit in Vlaanderen, 1997. Coördinatie en redactie: Heidi De Nijn, Hans Vlieghe, Hans Devisscher.
- Antoon Faydherbe, door Jaak Jansen, p. 20-21 en foto en beschrijving van de beelden Maria met kind en Heilige Paulus door Jaak Jansen, p. 126-127.
- Jan Meeussen, Het beeldhouwwerk van Antoon Faydherbe in Opwijk, in HOM-tijdschrift 1997-1, p. 14-17.
- Het Mechelse Meubel 1500-2000. Van houtsnijwerk tot design. Eerste deel: Mechels houtsnijwerk in de eeuw van Keizer Karel, publicatie (met begeleidende essays en catalogus) bij de gelijknamige tentoonstelling (Mechelen, 4 februari tot 7 mei 2000), Openbaar Kunstbezit in Vlaanderen, 2000. Coördinatie en algemene leiding: Heidi De Nijn.